# Mit blødende hjerte
|  | Denne artikel er oprettet af botten PalnaBot ud fra en ekstern database. Den kan derfor have sproglige fejl eller mangler. Denne skabelon kan fjernes efter kontrol af indholdet. |

Mit blødende hjerte er en kortfilm instrueret af Kristian Sejrbo Lidegaard, Nils Holst-Jensen efter manuskript af Nils Holst-Jensen, Kristian Sejrbo Lidegaard.

## Handling
Jens er en stor digter, det er han ikke i tvivl om. Det er til gengæld Lars Bukdahl, redaktøren af det legendariske litteraturtidsskrift Hvedekorn. Og da kæresten, Mia, løber med Daniel, som er både ældre, højere og flottere end Jens ja, tilmed kulturredaktør og DJ! Vakler Jens' verden. Jens har næsten givet sig helt hen til sorgen og den evige ensomhed, da en ny plan spirer frem: Med digte skal verden og kærligheden vindes.